# 도안타이
도안타이(베트남어: Đoan Thái / 端泰 단태 / 1585년 6월 ~ 1588년 1월)는 막 왕조(莫朝) 제5대 군주 막머우헙(莫茂洽)의 네번째 연호이다. 
《대월사기전서》(大越史記全書)과 《대월통사》(大越通史)에는 1586년에서 1587년까지 사용 하였다는 기록되어 있다. 막 왕조 때 건립한 비석의 비문들을 수집한 《막대비문》(Văn bia thời Mạc/莫代碑文)에는 1585년에서 1588년까지 사용하였다는 것으로 되어 있다. 역사서에 1587년 12월에 개원 기사가 있는 것으로 보아, 1588년 1월 중에 개원하였지만 개원 소식이 늦어 도안타이 4년을 사용하였을 것으로 추정된다.

## 개원
- 지엔타인(延成) 8년(1585년) 6월에 연호를 도안타이(端泰)로 개원함.

- 도안타이(端泰) 4년(1588년) 1월에 연호를 흥찌(興治)로 개원함.

## 연대 대조표
| 도안타이 | 서기 (西紀) | 간지 (干支) | 후 레 왕조 연호 | 명나라 연호     |
| 원년     | 1585년      | 을유 (乙酉) | 꽝흥(光興) 8년  | 만력(萬曆) 13년 |
| 2년      | 1586년      | 병술 (丙戌) | 꽝흥 9년        | 만력 14년       |
| 3년      | 1587년      | 정해 (丁亥) | 꽝흥 10년       | 만력 15년       |
| 4년      | 1588년      | 무자 (戊子) | 꽝흥 11년       | 만력 16년       |

## 동시대 연호

### 베트남
후 레 왕조(後黎朝)
- 꽝흥(光興) (1578년 ~ 1599년)

### 중국
명(明)
- 만력(萬曆) (1573년 ~ 1620년)

### 일본
- 덴쇼(天正) (1573년 ~ 1592년)

## 같이 보기
- 베트남의 연호